# 일산동구
일산동구(一山東區)는 대한민국 경기도 고양시의 구이다.

## 역사

### 선사시대
수만년 전, 일산동구 지역에 한강 주변과 고봉산 같은 낮은 구릉성 산지에 사람이 처음 살기 시작했다. 이 사람들은 주로 이곳 일산지역에서 이동생활, 또는 정착생활을 하면서 살았는데 주변에서 쉽게 구할 수 있는 편마암의 차돌을 이용하여 석기를 만들어 사용했다. 일산의 대화동과 주엽동 일대에서는 지금으로부터 약 5000년 전의 볍씨가 발견되어, 이곳이 한국 최초로 곡식을 뿌려 논농사를 지은 곳임이 밝혀졌다. 이 볍씨들은 일산 신시가지가 개발되기 이전에 논과 밭을 중점적으로 연구한 토탄층 조사에서 밝혀졌는데 이곳에서는 이외에도 무문토기, 빗살무늬토기 등이 발견되었다. 이들 선사시대 사람들은 삶의 터전을 점점 넓혀 점차 그 주변지역으로 확장하였다. 일산동구의 내륙지역인 문봉동, 사리현동, 지영동 등지에서 청동기 시대의 여러 가지 유물이 발견되었고 성석동, 설문동, 사리현동 등지에서는 마제석부 등을 비롯한 수많은 유물이 출토되었다.

### 삼국시대
역사시대의 초기단계인 삼국시대에 일산동구 지역은 백제, 고구려, 신라 순으로 통치를 받게 되었다. 먼저 백제는 위례성에 도읍을 정한 후 일산 지역을 고구려의 남진정책을 막는 중요한 요충지로 활용하였다. 고구려는 그 후 광개토대왕과 장수왕 대에 이 지역을 점령한 후 약 80년동안 지배하였는데 이곳은 당시 ‘달을성현’으로 불리었다. 그 후 강력한 신라군의 반격에 의해 이 지역을 물려주고 고구려 세력은 한강 이북으로 철수하였다. 신라가 삼국을 통일하기 이전까지 이곳은 고구려, 백제, 신라 특히 신라와 고구려군과의 세력이 자주 충돌하곤 하였다. 이때 고구려의 세력 하에 축조된 토성으로는 현재의 대화동 성저마을에 축조된 성저토성이 있다. 높이 2~3m 길이 400m 정도의 거대한 토성으로 고구려의 토기를 비롯해 통일신라시대의 토기가 발견되어 한강 유역의 방어에 매우 중요한 역할을 하였음이 증명되었다. 그 후 신라가 삼국을 통일한 신라 경덕왕 16년에는 고봉현으로 불리었다.

### 고려시대
911년 신라의 세력을 물리치면서 일산 지역은 궁예의 태봉국이 되었으나 곧 왕건의 고려에 복속되었다. 고려시대에 일산은 이웃해있는 개성이 새로운 도읍지로 정해짐에 따라 문화·역사의 중심지의 주변적인 역할을 하게 되었다. 당시 이곳은 남경유수관의 한부사가 관리를 맡았으며 1285년에는 명칭을 ‘부원’으로 고치게 되었으며 주엽동 일대는 특히 황조향이, 그리고 밤가시마을 부근에는 율악부곡이 설치되었다.

### 조선시대
1413년 조선 태종 13년에 삼국시대 이후 줄곧 ‘고봉’과 ‘덕양’으로 나뉘어 있던 두 지역의 앞자와 뒷자를 따서 고양이 되었는데 지금의 고양이란 이름도 이때부터 유래되었다. 조선시대에 일산 지역은 고려조의 도성이었던 개성과 새로운 조선왕조의 수도인 한성의 중간지점에 위치해 역사의 중심지적 역할을 하게 되었다. 그리고 1471년 조선 성종 연간에 일산 지역이 고양현에서 고양군으로 승격되었다. 연산군 시대에는 이곳 일산을 비롯한 고양땅은 금표구역 내에 포함되어 왕의 사냥터와 유흥지, 목초지 등으로 이용되었다. 1755년 영조 때에 발간된 《고양군지》의 당시 기록을 보면 고양에는 8개면, 3508호 남자 6785명, 여자 7076명 등 총 13,878명의 주민이 살고 있었다. 1895년 고종 3년에 한성부에 포함되었으며, 1906년 양주군 신혈면이 고양 땅에 속하게 되었다. 1911년 당시 9면 50개리를 관할했다.

### 일제시대
1914년 군청소재지는 지금의 서울적십자 병원 자리에 위치했다. 이후 1936년 지금의 서울 동대문 운동장 야구장 건너편 자리에 군청이 위치했었으며 당시 고양땅은 지금 서울의 강북 대부분이 포함된 광활한 구역이었다. 당시 이곳 일산은 ‘중면’으로 불리었다.
현재의 일산동구 중 식사동은 원당면과 원당읍 소속이고, 설문동, 지영동, 사리현동, 성석동, 문봉동, 고봉동 등은 벽제면과 벽제읍 소속이었다.

### 대한민국
1980년 중면이 일산읍으로 승격되었고, 1986년 11월 1일 일산읍의 동부 지역인 마두, 백석, 풍동리 등을 관할하는 일산읍 백마출장소가 설치되었다. 백마출장소는 1992년 시승격 이후 동제로 전환되면서 사라졌지만 현재의 일산동구의 영역과 거의 일치한다.
1989년 일산 신시가지 개발이 발표되었다. 1992년 2월 1일에는 고양시로 승격되었고, 1996년 3월 1일 덕양구와 일산구로 분구된 후, 2005년 5월 16일 일산구는 다시 일산동구와 일산서구로 분구되었다.
- 2005년 5월 16일 고양시 일산구가 일산동구와 일산서구로 분리되었다. 식사동, 일산4동, 풍산동, 백석동, 마두1동, 마두2동, 장항1동, 장항2동, 고봉동 일원과 일산2동 일부가 일산동구의 관할이 되었다.[6] 또한 일산4동은 정발산동으로 개칭하고, 일산2동의 일부는 중산동으로 신설하였다. (10행정동 13법정동)[7]
- 2006년 10월 29일 백석동을 백석1동, 백석2동으로 분동하였다.[8] (11행정동)
- 2022년 1월 3일 중산동을 중산1동, 중산2동으로 분동하였다.

## 행정 구역

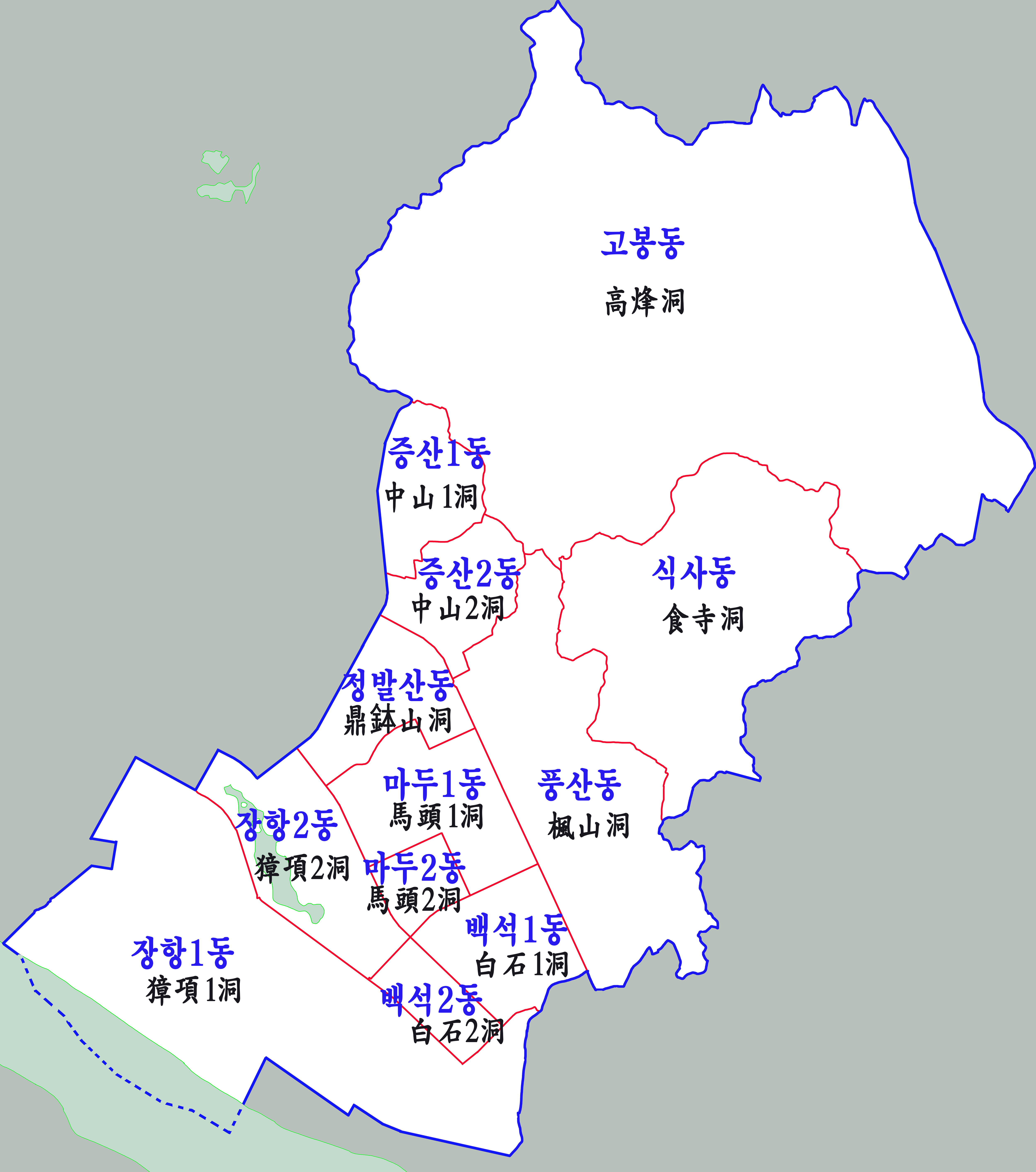
일산동구 행정구역

일산동구의 행정 구역은 12개 동, 261개 통, 1,678개 반으로 구성되어 있다. 일산동구의 면적은 59.10km2로 시 전체의 22.1%를 차지하고 있다. 인구는 2014년 12월 말 기준으로 28만4207 명, 11만182 세대이다.
| 행정동   | 한자     | 면적 (km2) | 세대    | 인구 (명) |
| -------- | -------- | ---------- | ------- | --------- |
| 고봉동   | 高烽洞   | 24.96      | 7,183   | 16,672    |
| 마두1동  | 馬頭1洞  | 2.21       | 9,185   | 27,238    |
| 마두2동  | 馬頭2洞  | 0.63       | 5,870   | 17,630    |
| 백석1동  | 白石1洞  | 1.77       | 10,679  | 27,201    |
| 백석2동  | 白石2洞  | 0.80       | 10,899  | 22,346    |
| 식사동   | 食寺洞   | 6.82       | 10,067  | 31,221    |
| 장항1동  | 獐項1洞  | 9.42       | 1,535   | 2,998     |
| 장항2동  | 獐項2洞  | 2.45       | 13,474  | 26,795    |
| 정발산동 | 鼎鉢山洞 | 1.53       | 10,752  | 27,949    |
| 중산1동  | 中山1洞  | 1.41       | -       | -         |
| 중산2동  | 中山2洞  | 1.44       | -       | -         |
| 풍산동   | 楓山洞   | 5.66       | 13,808  | 39,272    |
| 일산동구 | 一山東區 | 59.10      | 110,182 | 284,207   |

 * 인구는 2014년 12월 31일 기준, 면적은 2012년 12월 31일 기준

## 인구
고양시 일산동구의 연도별 인구(내국인) 추이
| 연도   | 총인구    |
| ------ | --------- |
| 2005년 | 274,800명 |
| 2010년 | 270,205명 |
| 2015년 | 287,048명 |
| 2020년 | 299,716명 |

## 관광
- 일산 MBC 드림센터
- 일산 호수공원
- 킨텍스
- 한국교육방송공사 (EBS)
- LAFESTA
- WESTERNDOM

## 교통

### 철도
- 한국철도공사
  - 일산선 (● 수도권 전철 3호선)
(일산서구) ← 정발산역 - 마두역 - 백석역 → (덕양구)
  - 경의선 (● 수도권 전철 경의·중앙선)
(파주시) ← (일산서구) ← 풍산역 - 백마역 - 곡산역 → (덕양구)
  - 서해선(● 수도권 전철 서해선)
(일산서구) ← 풍산역 - 백마역 - 곡산역 → (덕양구)
- SG레일
  - ● 수도권 광역급행철도 A노선
(파주시) ← 킨텍스역 → (덕양구)

### 도로
- 평택파주고속도로 본선

- (고양 분기점) ― 사리현 나들목 ― 북고양·설문 나들목 ― (금촌 나들목)

- 국도 제77호선

- 고양시 일산동구 장항동

### 버스
- 고양종합터미널

## 교육 기관
- 고등학교

|  | - 안곡고등학교 - 백신고등학교 - 저동고등학교 | - 정발고등학교 - 백석고등학교 | - 풍동고등학교 - 중산고등학교 | - 고양국제고등학교 - 고양실업고등학교 |

- 중학교

|  | - 백신중학교 - 풍동중학교 - 저동중학교 - 중산중학교 | - 백마중학교 - 풍산중학교 - 백석중학교 | - 일산양일중학교 - 정발중학교 - 일산동중학교 | - 안곡중학교 |

- 초등학교

|  | - 다솜초등학교 - 안곡초등학교 - 고봉초등학교 - 풍동초등학교 - 하늘초등학교 - 모당초등학교 | - 백신초등학교 - 중산초등학교 - 원중초등학교 - 호수초등학교 - 양일초등학교 - 풍산초등학교 | - 백마초등학교 - 정발초등학교 - 벽제초등학교 - 고양백석초등학교 - 율동초등학교 - 일산은행초등학교 | - 금계초등학교 - 낙민초등학교 - 성석초등학교 - 냉천초등학교 |

- 각종학교

|  | - 한국기독국제학교 | - 노아자연학교 |

- 특수학교

|  | - 한국경진학교 |